# フールオン県
フールオン県（フールオンけん、ベトナム語：Huyện Phú Lương / 縣富良?）は、ベトナム社会主義共和国タイグエン省の県である。面積は350.72 km²、人口は82,900人（2019年）である。